# De sang-froid (film, 1985)
Pour les articles homonymes, voir De sang-froid et The Boys Next Door.
Pour plus de détails, voir Fiche technique et Distribution.
De sang-froid (The Boys Next Door) est un film américain réalisé par Penelope Spheeris, sorti en 1985.

## Synopsis
Roy Alston et Bo Richards, deux marginaux du lycée promis à un avenir morne, quittent leur petite ville après la cérémonie de remise des diplômes pour faire une virée à Los Angeles. Sur la route, les deux jeunes gens vont être entraînés dans une spirale de violence.

## Fiche technique
- Réalisation : Penelope Spheeris
- Scénario : Glen Morgan et James Wong
- Photographie : Arthur Albert
- Montage : Andy Horvitch
- Musique : George S. Clinton
- Société de production : Republic Entertainment International
- Pays de production :  États-Unis
- Langue originale : anglais
- Format : couleur - 1,85:1 - son mono
- Genre : drame, thriller
- Durée : 91 minutes
- Dates de sortie : 
  - États-Unis : octobre 1985
  - France : 2 septembre 1987

## Distribution
- Charlie Sheen : Bo Richards
- Maxwell Caulfield : Roy Alston
- Patti D'Arbanville : Angie
- Christopher McDonald : l'inspecteur Mark Woods
- Hank Garrett : l'inspecteur Ed Hanley
- Moon Unit Zappa : Nancy
- Dawn Schneider : Bonnie
- Kurt Christian : Shakir
- Grant Heslov : Joe Gonzales